# Carlos Melero
Carlos Melero Garcia (* 17. Februar 1948 in Moraleja de Cuéllar (Valladolid)) ist ein ehemaliger spanischer Radrennfahrer.

## Sportliche Laufbahn
Melero war Straßenradsportler und Teilnehmer der Olympischen Sommerspiele 1972 in München. Er startete im Straßenradsport. Im Mannschaftszeitfahren belegte der spanische Vierer mit Jaime Huélamo, Carlos Melero, José Teña und José Luis Viejo den 12. Platz.
Bei den Mittelmeerspielen 1971 gewann er die Goldmedaille im Mannschaftszeitfahren. Die UCI-Straßen-Weltmeisterschaften 1971 sahen ihn im Mannschaftszeitfahren am Start. In der Tour de l’Avenir wurde er in jener Saison Vierter und war damit bester Spanier, im Grand Prix Guillaume Tell schied er aus.
Von 1971 bis 1979 war er Berufsfahrer. Er startete unter anderem für die Radsportteams Kas und Teka.
Sein bedeutendster Erfolg als Radprofi war der Etappensieg in der Vuelta a España 1977. 1974 wurde er Zweiter in der Vuelta a Aragón, 1974 und 1977 Dritter in der Vuelta a La Rioja.
Fünfmal fuhr er die Tour de France. 1973 wurde er 41., 1974 49., 1975 28., 1976 52. und 1977 schied er aus. Die Vuelta a España bestritt Melero viermal. 1973 wurde er 45., 1977 23., 1978 42. und 1979 22. der Gesamtwertung.

## Familiäres
Seine Söhne Óscar Melero und Iván Melero waren ebenfalls als Radprofis aktiv.